# Hồi Lương Ngọc
Hồi Lương Ngọc (tiếng Trung: 回良玉; bính âm: Huí Liángyù, 
Xiao'erjing: ﺧُﻮِ ﻟِﯿْﺎ ﻳُﻮْْ; sinh 29 tháng 10 năm 1944) là một kỹ sư kinh tế, chính khách Cộng hòa Nhân dân Trung Hoa. Ông từng giữ chức vụ Ủy viên Bộ Chính trị Đảng Cộng sản Trung Quốc, Phó Thủ tướng Quốc vụ viện Trung Quốc phụ trách nông nghiệp, Bí thư Tỉnh ủy tỉnh Giang Tô, Bí thư Tỉnh ủy tỉnh An Huy, Tỉnh trưởng Chính phủ Nhân dân tỉnh An Huy.

## Tiểu sử
Hồi Lương Ngọc sinh năm 1944 ở Du Thụ, tỉnh Cát Lâm, ông là người Hồi, một dân tộc thiểu số tại Trung Quốc. Từ năm 1961 đến 1964, Hồi Lương Ngọc theo học tại Trường Nông nghiệp tỉnh Cát Lâm. Năm 1964 đến 1968, Hồi Lương Ngọc công tác tại Cục Nông nghiệp tỉnh Cát Lâm, Khoa viên Cục giám sát nhân sự. Tháng 4 năm 1966, Hồi Lương Ngọc gia nhập Đảng Cộng sản Trung Quốc. Trong khoảng thời gian 1968 đến 1969, dưới thời kỳ Cách mạng Văn hóa, Hồi Lương Ngọc bị đưa xuống sinh sống và làm việc (hạ phóng) cùng với 57 cán bộ lao động tại huyện Du Thụ, tỉnh Cát Lâm.
Năm 1969 đến 1972, Hồi Lương Ngọc là Cán sự ban Chính trị Ủy ban Cách mạng Huyện Du Thụ, tỉnh Cát Lâm; Phó tổ trưởng Văn phòng.
Năm 1972 đến 1974, Hồi Lương Ngọc là Phó trưởng ban Ban Tổ chức Huyện ủy Du Thụ, Bí thư Đảng ủy Công xã Vu Gia.
Năm 1974, Hồi Lương Ngọc được phân công đảm nhiệm chức vụ Phó Bí thư Huyện ủy Du Thụ, tỉnh Cát Lâm. Năm 1977 đến 1984, Hồi Lương Ngọc là Phó Cục trưởng Cục Nông nghiệp tỉnh Cát Lâm; Phó Giám đốc Sở Nông nghiệp và Chăn nuôi tỉnh;
Năm 1984 đến 1985, Hồi Lương Ngọc là Phó Bí thư Địa ủy Bạch Thành, tỉnh Cát Lâm, chuyên viên công thự hành chính địa khu.
Năm 1985 đến 1987, Hồi Lương Ngọc đảm nhiệm chức vụ Ủy viên Ủy ban Thường vụ Tỉnh ủy Cát Lâm kiêm Chủ nhiệm Phòng Nghiên cứu Chính sách Nông thôn Tỉnh ủy; Trưởng ban Ban Nông nghiệp và Công nghiệp Tỉnh ủy.
Năm 1987, Hồi Lương Ngọc được bổ nhiệm làm Phó Tỉnh trưởng Chính phủ Nhân dân tỉnh Cát Lâm.
Tháng 10 năm 1990, Hồi Lương Ngọc được điều động về công tác tại Phòng Nghiên cứu Chính sách Trung ương Đảng Cộng sản Trung Quốc, giữ chức vụ Phó Chủ nhiệm, phụ trách nghiên cứu lý luận nông nghiệp.
Năm 1992, Hồi Lương Ngọc được bổ nhiệm làm Phó Bí thư Tỉnh ủy Hồ Bắc. Năm 1993 đến 1994, ông đảm nhiệm chức vụ Phó Bí thư Tỉnh ủy Hồ Bắc, Chủ tịch Chính hiệp tỉnh Hồ Bắc.
Năm 1994 đến năm 1995, Hồi Lương Ngọc đảm nhiệm chức Phó Bí thư Tỉnh ủy An Huy, quyền Tỉnh trưởng tỉnh An Huy. Từ năm 1995 đến 1998, ông là Phó Bí thư Tỉnh ủy An Huy, Tỉnh trưởng Chính phủ Nhân dân tỉnh An Huy.
Từ năm 1998 đến 1999, Hồi Lương Ngọc là Bí thư Tỉnh ủy An Huy. Năm 1999, ông được điều động giữ chức vụ Bí thư Tỉnh ủy Giang Tô, một tỉnh có nền kinh tế lớn.
Tháng 11 năm 2002, tại phiên họp toàn thể đầu tiên của Uỷ ban Trung ương Đảng Cộng sản Trung Quốc CPC lần thứ 16, Hồi Lương Ngọc được bầu giữ chức vụ Ủy viên Bộ Chính trị Đảng Cộng sản Trung Quốc.
Tháng 3 năm 2003, Hồi Lương Ngọc được Nhân đại toàn quốc Trung Quốc phê chuẩn làm Phó Tổng lý Quốc vụ viện phụ trách nông nghiệp. Tháng 3 năm 2008, Hồi Lương Ngọc tiếp tục được Nhân đại toàn quốc bầu lại làm Phó Tổng lý Quốc vụ viện, là Phó Thủ tướng duy nhất tái đắc cử trong chính phủ của Thủ tướng Ôn Gia Bảo.
Tháng 3 năm 2013, Hồi Lương Ngọc nghỉ hưu.